# Service industrialisation
Ne doit pas être confondu avec industrialisation.
Le service industrialisation (ou par métonymie l'industrialisation) est, dans l'industrie, le service chargé de mettre en œuvre les actions nécessaires pour permettre la fabrication en série des prototypes créés par le bureau d'étude ou le service de recherche et développement. Souvent regroupé avec le bureau des méthodes, leurs tâches sont néanmoins distinctes.
En génie industriel, l'industrialisation est le processus (souvent organisé sous forme de projet) de transfert de la création de l'offre à sa réalisation.

## Description des tâches
L'industrialisation définit, à partir d'un dossier d'étude fixé par le bureau d'étude, l'ensemble des moyens de fabrication et des ressources pour la production en série. Dans la grande majorité, le travail consiste à utiliser au mieux les outils existants, mais la recherche de nouvelle technologie est aussi dépendante du service industrialisation,.
En mécanique, on peut citer la définition de la chaîne d'usinage, le choix des outils, plaquettes et vitesses de coupe, éventuellement la programmation des machines-outils.
En agro-alimentaire, si les températures de chauffe sont choisies par la recherche et développement, la technologie retenue dépend du service industrialisation.

## Lien avec le bureau des méthodes
Ces deux services sont souvent couplés, car les ressources et la nature du travail sont voisins, cependant une distinction peut être faite entre :
- rédaction des gammes, calcul théorique des coûts pour l'industrialisation ;
- optimisation des gammes, calculs pratiques (par chrono-analyse ou par méthodes de temps prédéterminés, comme le MTM2) des coûts par les méthodes.

Lorsque les services sont distincts, on a coutume de dire que l'industrialisation s'occupe de réaliser la machine (réalisation, programmation, calcul des temps machine), et le service méthodes place un opérateur autour (sous-entendu s'occupe de la manutention, des temps opérateurs, des études de flux et du maintien dans le temps).